# NFT

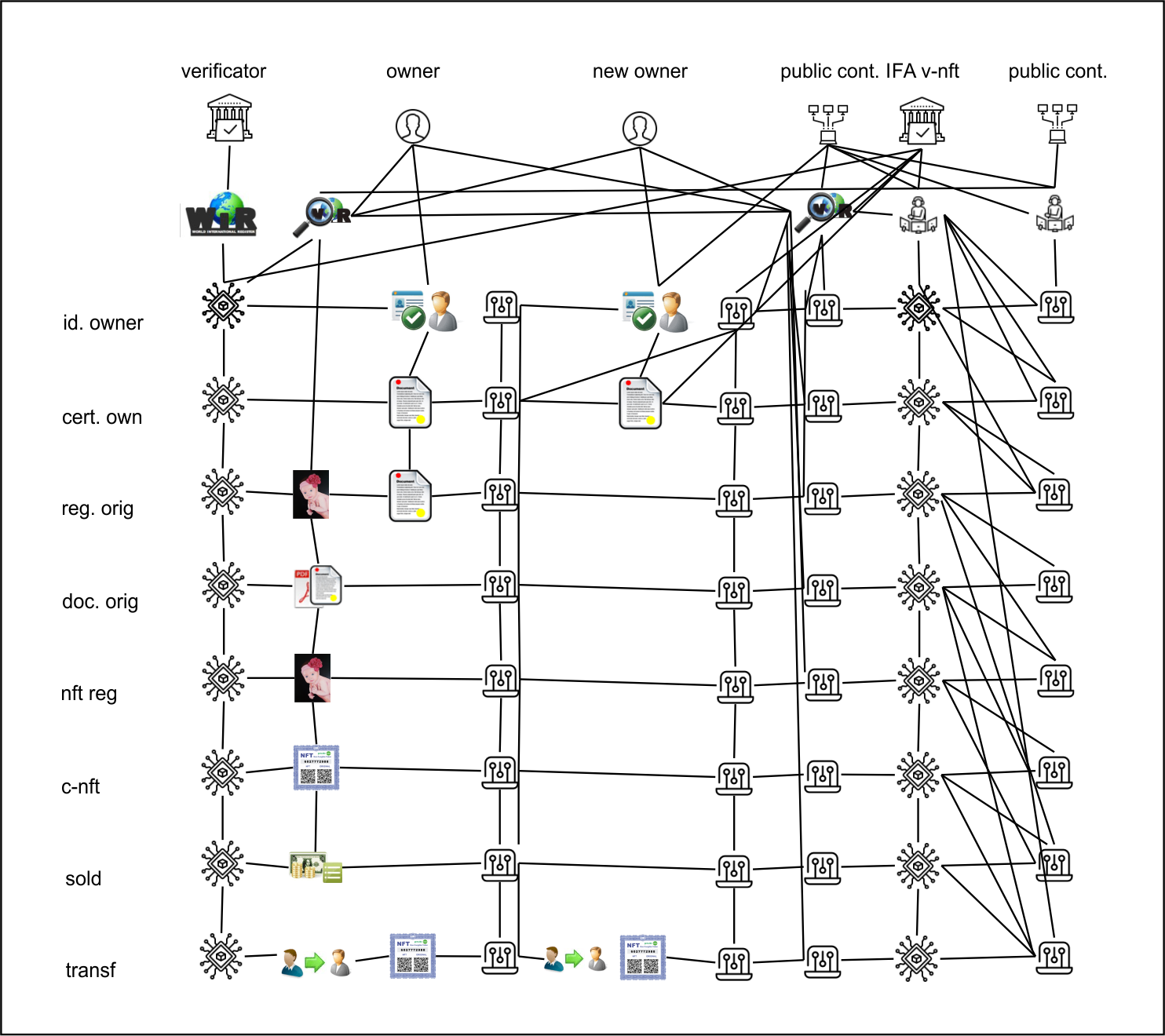
NFT schéma vložení

Nezastupitelný token (NFT; non-fungible token) je speciální třídou kryptoaktiv. Tokeny jsou jedinečné a nejde je dále rozdělovat na menší části. Naopak z více tokenů, lze vytvořit nové dílo, které v sobě bude obsahovat existující tokeny. Jedním z hlavních rysů je prokazatelná jedinečnost. Tokeny umožňují násobit existující originální díla o jedinečné varianty v digitální podobě.
Představte si obraz, převedený do digitálního světa formou „klonu“ digitální kopie originálu. Autor, nebo vlastník originálu s právem, může vytvořit jasně definovaný a určený počet digitální podoby daného díla a ten poskytnout dalším osobám.
Každý „klon“ je nezastupitelným tokenem který je uložený a dohledatelný na blockchainu a obsahuje jedinečná a párovací data.

## Digitální zápis NFT na blockchainu
příklady obsahu vložených dat:
- identifikační údaje originálu, jeho zaregistrování na blockchainu, včetně data a času, včetně digitální identifikace autora a vkladatele. Každá následná změna je digitálně zapsána.
- identifikační údaje NFT tokenu, jeho zaregistrování na blockchain, včetně data a času, včetně digitální identifikace vkladatele NFT tokenu. Každá následná změna je digitálně zapsána.
- originál i NFT jsou digitálně propojeny nezaměnitelnou stopou a lze ji ověřit na blockchainu.
- NFT token WiR umožňuje přímou kontrolu podle ID a také podle QR kódů C-NFT propojených na blockchain. QR kódem, lze vybavit užitý „klon“ originálu.

## Vlastnická práva k NFT
NFT jsou dohledatelným zápisem vlastnických práv s přímým propojením na digitální svět. Výstup NFT (certifikát NFT) může mít i fyzickou podobu certifikátu, který může být doplněním NFT tokenu. Certifikát direktivně odkazuje na blockchain a umožňuje ověření pravosti vlastního tokenu. V ideálním případě obsahuje direktivní odkaz i na originál (předlohu NFT tokenu)
- NFT token umožňuje jeho použití v digitálním prostředí pro sebeprezentaci (například v online prostředí) ale může umožňovat majiteli i provést vlastní fyzický výtisk (například 1 ks ve formě plošného tisku na zeď, nebo vícenásobného použití na vizitkách)
- NFT tokeny mohou mít omezena určitá vlastnická práva ve smyslu dalšího prodeje, například povinnost % platby z prodeje autorovi díla, pokud ho prodává současný majitel, který sám není autorem díla. Taková omezení jsou zapsána u NFT na blockchain
- NFT token obsahuje historii vlastníků (ID digitální identifikace) a tvoří ucelenou a nezaměnitelnou řadu od data vložení originálu z kterého NFT vychází.
- NFT token umožňuje potvrdit vlastnická práva a nezaměnitelnost NFT tokenu podle zápisu na blockchainu

### NFT token – Certifikát NFT s QR

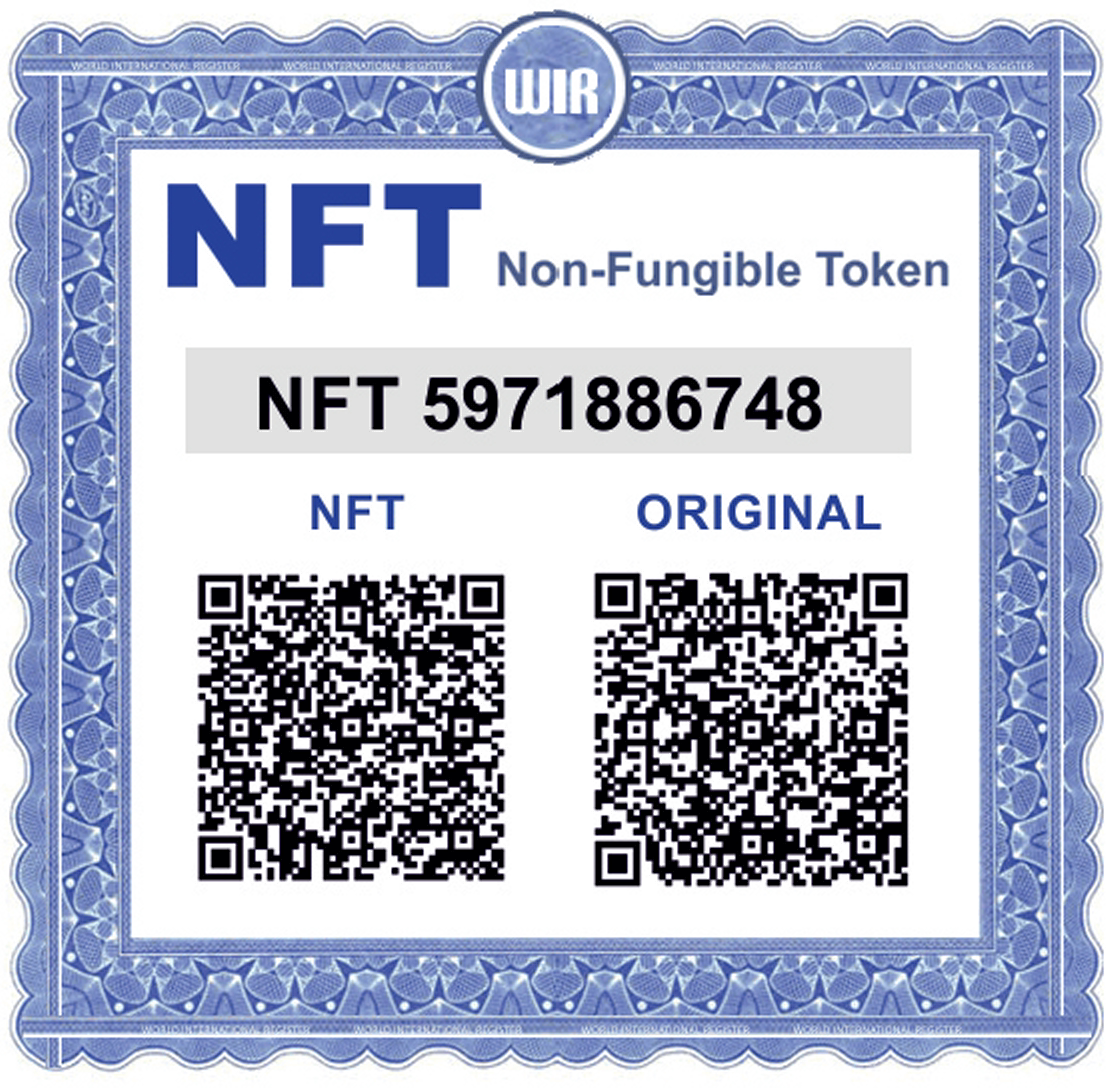
NFT token

Certifikáty NFT v digitální nebo i tištěné podobě identifikují a umožňují přímou kontrolu NFT tokenu, obsahují například: NFT ID, NFT QR kód na blockchain, QR kód originálu na blockchain.
- v digitální podobě je umístěna kopie certifikátu na blockchain pod ID tokenu a certifikát může být přílohou v online prostředí (například v marketu). C-NFT v digitální podobě je aktualizován každou změnou a zápisem v obsahu metadat
- v tištěné podobě může být součástí originálu, nebo vytvořeného „klonu originálu“ ve fyzickém světě. Například při právu 1 ks vlastního tisku NFT tokenu obrazu, může být doplněním vystaveného obrazu a nezpochybnitelně odkazuje na vlastnické právo NFT tokenu (v digitální i vytištěné podobě). Jde o obdobu podpisu na smlouvě s možností okamžitého ověření u verifikátora přes online prostředí. Verifikátor je schopen kdykoliv určit, zda Certifikát NFT je užit oprávněně, protože na blockchainu jsou digitální údaje o vlastnictví a poskytnutých právech. Údaj vlastníka je provázán na digitální ID.

### Digitální ID vlastníka
ID a provázanost v blockchainu

#### plná ID uložená v digitálním prostředí
Obsahuje veškeré ID údaje zanesené vlastníkem a ta jsou uchována na blockchainu. Například jméno, příjmení, číslo dokladu, adresu, kontaktní údaje. Navenek je vlastník identifikován digitálním ID.
- výhoda: okamžité ověření
- nevýhoda: možná napadnutelnost a nežádoucí úplná identifikace při prolomení bezpečnostních protokolů

#### bezpečnostní ID uložená v digitálním prostředí
Obsahuje pouze nutné ID údaje vlastníka na blockchainu. Identifikace vlastníka se provede jen jednorázově pro verifikační proces a plné údaje jsou uchovány mimo blockchain, například v tištěné podobě, nebo mimo vlastní datová úložiště. Pro potřeby verifikace vlastníka se pod ID na blockchain uloží pouze virtuální kontakt. Navenek je vlastník identifikován digitálním ID. Zápis vlastníka bez uložení úplných dat na blockchain, je označován jako „security protokol“
- výhoda: v systému nejsou přímá identifikační data, ani při prolomení bezpečnostních protokolů, je nelze získat
- nevýhoda: ověření vlastníka ID provádí jen verifikátor dohledáním originálního zápisu mimo blockchain

## Použití NFT
NFT jde opatřit obrovské[ujasnit] spektrum věcí.
Nejčastější a nejznámější jsou umělecká díla ve všech formách. Fotografie, obrazy, ale může to být například i originál sochy, nebo její jiné znázornění, slovní popis. Můžete tokenizovat i budovu, obsah emailu, kopii dokumentu, text knihy, milostný dopis, video soubor, zvukový záznam, spektrum možností je obrovské a digitální svět nemá omezení.

## Uchování NFT
způsoby uchovávání NFT
- NFT uchovávaná jen v krypto peněženkách (propojená jen na obchod digitální měnou) s ověřením na blockchain
- NFT držená na marketplaces
- NFT uchovávaná přímo na blockchainu verifikátora, i bez nutnosti krypto peněženky

## Nákup a prodej NFT
NFT jsou provazována na digitální měny. Většina marketů s NFT vyžaduje pro jejich obchodování vlastnictví digitálních peněženek propojených na digitální měny. Zhodnocení digitálních měn samo o sobě nahrávalo vlastníkům NFT napojeným na digitální měny, kterým se při růstu zároveň zhodnocoval token. Vzhledem k turbulencím na trhu digitálních měn a krachům některých společností je 100% provázanost diskutabilní. NFT mohou být uváděny i s klasickou cenou v dolarech či eurech, atd, ale vystavení prodej, nákup i služby blachainu se odvíjí od okamžité hodnoty krypta. pokud přímo daný marketplace neumožňuje klasické platby při nákupu a neprovádí krypto převody v rámci prodeje.
Mimo digitální měnu umožňuje obchodovat s NFT tokeny World International Register – WiR (blockchain WiR 2012) s doplňujícím C-NFT (Certifikát NFT)

### Výhody propojení digitální měny u NFT
- rychlý obchod přímo v online prostředí přes použití krypto peněženek
- možnost využití prodejních marketplaces přímo propojených na krypto peněženky
- možnost spekulativního zhodnocení digitální měny

### Nevýhody propojení na digitální měny u NFT
- pro tvorbu NFT validátorem, musíte mít krypto peněženku
- pro vlastní nákup a prodej musíte mít zřízenou krypto peněženku, tedy musíte mít digitální měnu. Nejčastější je Ethereum, které se používá na zaplacení poplatků validátorům při obchodování s NFT.
- nelze obchodovat bez návaznosti na digitální měnu
- obchody probíhají jen na propojených virtuálních tržištích
- poplatky spojené s digitální měnou a marketplace
- hrozba devalvace digitálních měn, nestálost
- bezpečnostní digitální hrozby, prolomení bezpečnostních protokolů a digitální ochrany

### Výhody NFT obchodovatelných mimo digitální měny
- pro tvorbu NFT validátorem lze použít neomezený typ platby
  - bankovní převody
  - platba kartou
  - platba jinou protihodnotou
  - směna
- pro nákup a prodej NFT lze použít neomezený typ platby
- NFT lze nabízet držitelem nebo obchodníkem v rámci individuálních nabídek, bez nutnosti používat marketplace třetích stran
- jde použít vlastní galerie online, fyzické galerie s podporou Certifikátů NFT (C-NFT)
- jde použít vlastní markety online, fyzické markety s podporou C-NFT
- NFT přes C-NFT má širší možnosti obchodování i mimo digitální svět, i když NFT je vázán na blockchain
- validátor pouze potvrzuje a provádí zápis na blockchain, bez nutnosti vlastnictví digitální měny prodejcem a kupcem
- odpadají násobné poplatky spojené s krypto a provozovatelům marketplaces
- NFT nejsou ohroženy zhroucením krypta
- NFT nejsou ohroženy zhroucením blockchainu díky vytváření násobných záloh, včetně fyzických
- kontrola nad NFT plně zůstává v rukou vlastníka, který může nabízet NFT přímo u vystaveného originálu prostřednictvím C-NFT

### Nevýhody NFT obchodovatelných mimo digitální měny
- nelze přímo obchodovat na marketplaces propojených jen na krypto peněženky
- nelze spekulovat na cenu digitálních měn

## Vytvoření NFT
Tokeny vytváří verifikační společnosti s autorizací vkladatelů i NFT. Zároveň propojují NFT podle blockchainu

## Zajištění NFT mimo digitální svět
99,9 %[zdroj⁠?!] NFT verifikátorů napojených na krypto peněženky spoléhá jen na blockchain digitální verifikaci a zálohy.
Zlaté pravidlo zálohování platí ale i pro dobré verifikátory NFT. Verifikátor nenapojený na krypto peněženky digitálně tiskne zálohy každého jednotlivého NFT. Ověření pravosti každého NFT je násobeno i fyzickou existencí dalších souborů s prokazatelným obsahem metadat. údaje jsou v metadatech obsažena i na C-NFT a kontrolních V-NFT. (Vlastník NFT si může nechat vystavit i tištěný certifikát o vlastnictví. I certifikát je zanesen na blockchain a V-NFT. Verifikátor tak může mimo metadat posuzovat i fyzické ochranné prvky certifikátů s uloženou kopií vydaného originálu certifikátu. Vše je propojené na originál přes blockchain i přes fyzicky zapsaná ID. To může sloužit například pro soudní spory o vlastnictví originálu původní věci.

## Kontrol Blockchain NFT
na krypto peněženky napojený NFT vytváří blockchain zápis násobeným a doplňovaným řetězcem přes další a další počítače.
NFT mimo krypto peněženky vytváří blockchain zápis v řetězci verifikátora a do NFT přímo zainteresovaných subjektů. Každý nový úkon s NFT je zapsán a digitalizován. V průběhu vzniká ověřitelný C-NFT, který je každou zapsanou a uloženou změnou doplněn validátorem. Souběžně vznikají kontrolní kopie v držení majitelů NFT, C-NFT, a V-NFT

### Blockchain NFT a životní prostředí
NFT napojený na krypto peněženky využívá násobený a opakující se blockchain zápis. Vzniká neomezený pokračující řetězec zapisování a propojení dalších a dalších PC. Sama těžba krypta je energicky velmi náročná.
NFT mimo krypto peněženky provádí jen zcela nezbytný blockchain krypto řetězový ID zápis verifikace, validace a majitelů. Vždy jde o jednorázový ID zápis a úpravu C-NFT v čase konkrétní změny. Sekundové procesy na energicky nezatížené technice. C-NFT lze používat ve fyzické podobě mimo digitální prostředí, bez potřeby energie.

## Krypto peněženky
Příklady:
- Enjin
- MetaMask
- TrustWallet
- Math Walle

## NFT marketplaces napojené na krypto
Příklady:
- Binance
- Crypto
- OpenSea
- Nifty Gateway
- SuperRare

### Vydavatel NFT bez nutnosti krypto peněženek
Příklady:
- World International Register